# Марк Центений Пенула
Марк Центений Пенула (на латински: Marcus Centenius Penula; † 212 пр.н.е.) e пръв центурион на триарии (triarii primi pili) по време на Втората пуническа война.
Сенатът го прави претор и командир на войска от 8 000 души, която се удвоява от доброволци и той тръгва към Лукания. Той губи битката при река Селе през 212 пр.н.е. против Ханибал и е убит.